# Droserotoma boppei
Droserotoma boppei là một loài bọ cánh cứng trong họ Cerambycidae.